# Angie Cepeda

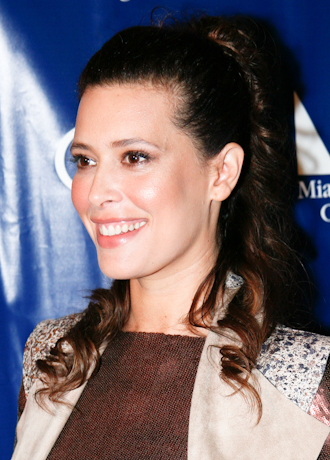
Angie Cepeda

Angélica María Cepeda Jiménez (* 2. August 1974 in Cartagena) ist eine kolumbianische Filmschauspielerin.

## Leben
Angie Cepeda wurde Anfang der 1990er Jahre als Werbe-Model entdeckt und erhielt dann Angebote für TV-Serien. 2000 wurde sie international bekannt als Hauptdarstellerin der Telenovela Popre Diabla. 2007 spielte sie als „Witwe Nazareth“ in Die Liebe in den Zeiten der Cholera. 2015 spielte sie als „Maria Gonzales“ im Western-Krimi Wild Horses. 2021 synchronisierte sie die Figur der „Julieta“ im Animationsfilm Encanto.

## Filmografie (Auswahl)
- 1996: Candela (Fernsehserie, 119 Folgen)
- 1997: Las Juanas (Fernsehserie, 109 Folgen)
- 1998: Luz Maria (Fernsehserie, 176 Folgen)
- 2000: Pantaleón y las visitadoras
- 2000: Pobre Diabla (Fernsehserie, 179 Folgen)
- 2005: Oculto
- 2007: Die Liebe in den Zeiten der Cholera (Love in the Time of Cholera)
- 2007: The Dead One
- 2008: Fuera de lugar (Fernsehserie, 8 Folgen)
- 2010: El mal ajeno
- 2010: Una hora más en Canarias
- 2010: Los Protegidos (Fernsehserie)
- 2011: Heleno: O Príncipe Maldito
- 2012: Pablo Escobar: El Patrón del Mal (Fernsehserie, 113 Folgen)
- 2013: A Night in Old Mexico
- 2014: El elefante desaparecido
- 2014: Familia en venta (Fernsehserie, 13 Folgen)
- 2014: Elvira, te daría mi vida pero la estoy usando
- 2015: La semilla del silencio
- 2015: Wild Horses
- 2016: Jane the Virgin (Fernsehserie, 5 Folgen)
- 2016–2017: 2091 (Fernsehserie, 12 Folgen)
- 2017: Die Frauen der Mafia 2 (Kobiety mafii 2)
- 2019: Kill Chain
- 2019: Room 104 (Fernsehserie, Folge 3x08 No Hospital)
- 2019: Berko: El Arte de Callar (Fernsehserie, 4 Folgen)
- 2021: Encanto (Animationsfilm, Stimme)
- 2021: Vne sebya (Fernsehserie, 2 Folgen)
- 2022: Halo (Fernsehserie, Folge 1x04 Homecoming)
- 2022: Encanto Sing-Along (Animationsfilm, Stimme)
- 2022: Rebelión